# 第30独立親衛自動車化狙撃旅団 (ロシア陸軍)
第30独立親衛自動車化狙撃旅団（だい30どくりつしんえいじどうしゃかそげきりょだん、ロシア語: 30-я отдельная гвардейская мотострелковая бригада）は、ロシア陸軍の旅団。第2親衛諸兵科連合軍隷下。

## 概要
2016年11月30日、機動性重視で装輪車両のみ装備した実験部隊としてサマラ州で創設された。
2019年2月、シリア内戦に投入され、ヴィクトル・エロベンコ旅団長が戦死した。

### ロシアのウクライナ侵攻

#### 東部・北ドネツク戦線
2022年2月24日、ロシアのウクライナ侵攻で東部ドネツィク州クラマトルシク地区に配備され、第2親衛諸兵科連合軍から分遣されてリマン方面で攻勢を開始したが、28日にセルゲイ・レフキン参謀長が戦死し、リマン東のセヴェロドネツィク方面で撃退された。5月にリマン北のセレドノエ村を占領し、ロシア軍のリマン占領に貢献した。6月にリマン西のスヴャトヒルシクを占領した。8月に友軍のシヴェルシク攻勢の助攻でリマン南のスラヴャンスク方面を攻撃したが撃退された。10月にウクライナ軍の攻勢でリマンが解放されたため、そのまま殺られたか退却したとみられる。

#### 東部・スヴァトヴェ-クレミンナ戦線
2023年2月、東部ルハーンシク州セヴェロドネツィク地区に再配置され、クレミンナ方面を防御した。
2023年5月、東部ルハーンシク州スヴァトヴェ地区に再配置され、クプヤンシク方面に展開した。

#### 東部・アウディーイウカ戦線
2023年10月、東部ドネツィク州ポクロウシク地区に再配置され、戦略予備からアウディーイウカで攻勢を開始し、2024年2月に長期戦の末にアウディーイウカを占領した。第2親衛諸兵科連合軍の他部隊は先鋒を務めて大損害を被ったが、戦略予備で途中参加だったため、団員が5割程度まで減少する損害で済んだと推定され、まずまずの働きを見せた。
2024年4月、アウディーイウカ北のオチェレティネ方面で第47独立機械化旅団と交戦していたが、航空偵察中にウクライナ軍陣地がもぬけの殻になっている異常を察知し、そのまま隙を突いて空の陣地に進撃してオチェレティネ郊外に進出した。異変を察知して引き返してきた第47旅団に反撃されたが、勇敢な行動に呼応したロシア軍が再び躍動しはじめ、5月にオチェレティネを占領した。
2024年7月31日、勇敢な行動を讃えられウラジーミル・プーチン大統領より、名誉称号「親衛隊」を授与された。

## 編制
- 旅団司令部（ロシュチンスキー）
- 第1自動車化狙撃大隊
- 第2自動車化狙撃大隊
- 第3自動車化狙撃大隊
- 旅団砲兵群
  - 本部中隊
  - 第1自走砲大隊
  - 第2自走砲大隊
  - ロケット砲大隊
  - 対戦車砲大隊
- 高射ミサイル大隊

- 工兵大隊
- 通信大隊
- 兵站大隊
- 偵察中隊
- 狙撃中隊
- 整備中隊
- NBC防護中隊
- 衛生中隊
- 無人機中隊